# William W. Morrow

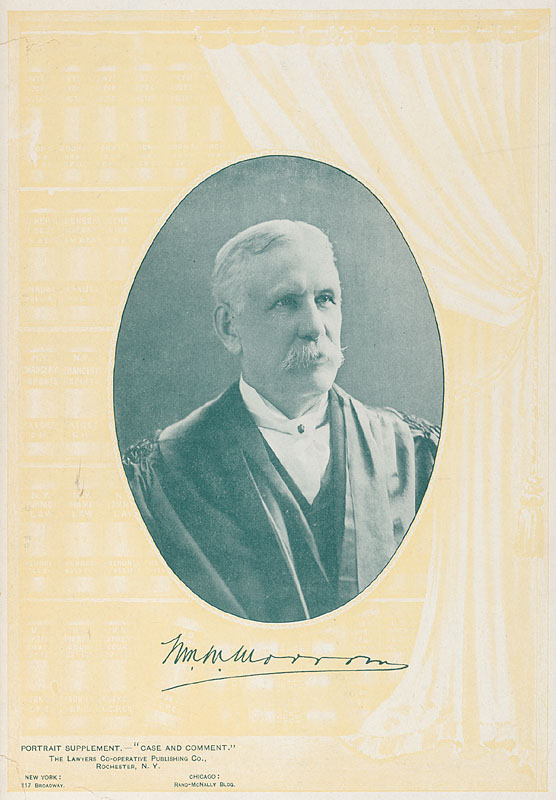
William W. Morrow

William W. Morrow (* 15. Juli 1843 bei Milton, Wayne County, Indiana; † 24. Juli 1929 in San Francisco, Kalifornien) war ein US-amerikanischer Jurist und Politiker. Zwischen 1885 und 1891 vertrat er den Bundesstaat  Kalifornien im US-Repräsentantenhaus; später wurde er Bundesrichter.

## Werdegang
Bereits im Jahr 1845 kam William Morrow mit seinen Eltern in das Adams County in Illinois, wo er später sowohl öffentliche als auch private Schulen besuchte. 1859 zog er nach Santa Rosa in Kalifornien, wo er als Lehrer und im Bergbau arbeitete. Im Jahr 1862 kehrte er in den Osten der Vereinigten Staaten zurück, um als Soldat im Heer der Union am Bürgerkrieg teilzunehmen. Dort gehörte er der Army of the Potomac an. Zwischen 1865 und 1869 arbeitete Morrow für das US-Finanzministerium in Kalifornien. Nach einem gleichzeitigen Jurastudium und seiner 1869 erfolgten Zulassung als Rechtsanwalt begann er in San Francisco in diesem Beruf zu praktizieren. Zwischen 1870 und 1874 war Morrow stellvertretender Bundesstaatsanwalt für Kalifornien. Im Jahr 1872 war er an der Gründung der Anwaltskammer von San Francisco beteiligt, als deren Präsident er in den Jahren 1892 und 1893 fungierte.
Gleichzeitig schlug er als Mitglied der Republikanischen Partei eine politische Laufbahn ein. Zwischen 1879 und 1882 war er Staatsvorsitzender seiner Partei in Kalifornien. In den Jahren 1880 bis 1883 war Morrow Anwalt der staatlichen Hafenkommission von Kalifornien. Außerdem trat er als Anwalt vor zwei Kommissionen zur Klärung von Kriegsentschädigungen auf. Dabei handelte er sich um die French and American Claims Commission und die Alabama Claims Commission. Im Juni 1884 war er Delegierter zur Republican National Convention in Chicago, auf der James G. Blaine als Präsidentschaftskandidat nominiert wurde. Bei den Kongresswahlen des Jahres 1884 wurde Morrow im vierten Wahlbezirk von Kalifornien in das US-Repräsentantenhaus in Washington, D.C. gewählt, wo er am 4. März 1885 die Nachfolge von Pleasant B. Tully antrat. Nach zwei Wiederwahlen konnte er bis zum 3. März 1891 drei Legislaturperioden im Kongress absolvieren. Im Jahr 1890 verzichtete er auf eine weitere Kandidatur.
Am 11. August 1891 wurde Morrow von US-Präsident Benjamin Harrison zum Richter am Bundesbezirksgericht für Nord-Kalifornien ernannt, wo er nach der Bestätigung durch den Senat am 11. Januar 1892 die Nachfolge des verstorbenen Ogden Hoffman antrat. Nach der Berufung von Joseph McKenna zum US-Justizminister nominierte Präsident William McKinley als dessen Nachfolger am Bundesberufungsgericht für den neunten Gerichtskreis William Morrow, der dieses Amt am 20. Mai 1897 antrat. Am 1. Januar 1923 trat er in den Ruhestand. Morrow war auch einer der Mitbegründer des Amerikanischen Roten Kreuzes. Er starb am 24. Juli 1929 in San Francisco und wurde auf dem Cypress Lawn Memorial Park in Colma bestattet.